# دانشگاه مریمونت کالیفرنیا
دانشگاه مریمونت کالیفرنیا یک دانشگاه خصوصی کاتولیک در رانچو پالوس وردس، کالیفرنیا است. این دانشگاه توسط Religious of the Sacred Heart of Mary تأسیس شد. دانشگاه مریمونت مدرک‌های کاردانی، کارشناسی و کارشناسی ارشد را اعطا می‌کند. این مؤسسه توسط کمیسیون ارشد کالج و دانشگاه WASC اعتبارنامه دریافت کرده‌است. مسئولین این دانشگاه از احتمال تعطیلی آن در اوت ۲۰۲۲ خبر داده‌اند. این دانشگاه در ژوئیه ۲۰۲۱ برنامه‌های خود را برای ادغام با دانشگاه سنت لئو، یکی دیگر از دانشگاه‌های خصوصی کاتولیک اعلام کرد. انتظار می‌رفت این انتقال تا ژانویه ۲۰۲۳ تکمیل شود. با این حال، برنامه‌های ادغام شکست خورد و دانشگاه مریمونت کالیفرنیا قصد دارد در اوت ۲۰۲۲ تعطیل شود.

## پردیس‌ها
پردیس Oceanview شامل ۲۶ هکتار است که مشرف به اقیانوس آرام و جزیره کاتالینا در رانچو پالو وردس است. خوابگاه‌ها شامل ویلاهایی واقع در مجاورت سان پدرو، به‌صورت دو طبقه و کاملاً مبله اند که می‌تواند ۴۰۰ دانشجو و کارمند را در خود جای دهد. در مرکز مجموعهٔ خوابگاهی یک استخر شنا، مرکز تناسب اندام، آلاچیق سرپوشیده در فضای باز، زمین والیبال ساحلی، زمین بسکتبال و یک آشپزخانه در فضای باز وجود دارد.